# Callicentrus ferrugineus
Callicentrus ferrugineus är en insektsart som beskrevs av Ramos 1979. Callicentrus ferrugineus ingår i släktet Callicentrus och familjen hornstritar. Inga underarter finns listade i Catalogue of Life.